# Johann Christoph Böttner
Johann Christoph Böttner (* 1731 in Thüringen; † 1800 in Hannover) war ein deutscher Organist, Musikpädagoge, Komponist und Herausgeber.

## Leben
Böttner kam im 18. Jahrhundert aus dem Thüringischen in das Kurfürstentum Hannover, wo er zunächst in der Marktkirche der Stadt Hannover eine Anstellung als Organist erhielt.
Später wirkte Böttner an der hannoverschen Schlosskirche sowie als Musiklehrer am königlichen Seminar, an dem er in der Tradition von Johann Sebastian Bach unterrichtete. Einer seiner Schüler war August Friedrich Christoph Kollmann.

## Werke (Auswahl)
- Choral-Vorspiele. Erste Sammlung, Hannover 1787
- Johann C. Böttner, Johann P. Trefurt: Johann Christoph Böttner's, weyland Organisten an der Königl. Schloßkirche und Lehrers der Vokal- und Instrumentalmusik am Königl. Schul-Seminario zu Hannover, Choralbuch zum Hannöverschen und Lüneburgschen Kirchen-Gesangbuche. Hannover 1800, urn:nbn:de:bvb:12-bsb10525150-9 (digitale-sammlungen.de).